# میرافلورس (گواویره)
میرافلورس (انگلیسی: Miraflores, Guaviare) نام شهری در کشور کلمبیا است.